# Johann Peter Beaulieu
Johann Peter Beaulieu de Marconnay, a volte citato nella forma francese Jean-Pierre de Beaulieu, (Jodoigne, 26 ottobre 1725 – Linz, 22 dicembre 1819), è stato un generale austriaco dell'epoca napoleonica.
Combatté con l'Esercito del Sacro Romano Impero contro la Prussia nella guerra dei sette anni, sconfiggendo in seguito i rivoltosi del Brabante, venendo promosso generale. Fronteggiò il giovane Napoleone Bonaparte nella campagna d'Italia (1796-1797), durante la quale fu comandante supremo delle truppe austriache nella penisola; ripetutamente sconfitto, venne sostituito da Dagobert Sigmund von Wurmser e si ritirò a vita privata fino alla morte, avvenuta nel 1819.

## Biografia
Nacque da una famiglia del Brabante a Lathuy (oggi parte del comune di Jodoigne).
Entrò nel 1743 nell'Esercito del Sacro Romano Impero e servì come aiutante generale del feldmaresciallo von Daun durante la guerra dei sette anni nelle battaglie di Kolín, Breslavia, Leuthen e altre.
Durante il lungo periodo di pace che seguì si occupò di studi d'arte ed ebbe l'incarico di abbellire le residenze di campagna dell'imperatore. Fu promosso maggiore (Major) nel 1757, tenente colonnello (Oberstleutnant) nel 1760, lo stesso anno in cui ricevette la croce di cavaliere dell'Ordine militare di Maria Teresa, e il 14 marzo 1763 fu ammesso al rango nobiliare di Freiherr (barone). Nel 1768, col nuovo grado di colonnello (Oberst) fu trasferito a Mechelen come governatore militare dei Paesi Bassi. Allo scoppio della rivolta del Brabante comandò un corpo austriaco che contribuì significativamente alla repressione della rivolta (uno dei suoi figli gli morì accanto in combattimento), il che gli fruttò il 31 maggio 1790 la promozione a maggior generale (Generalmajor) e il 19 ottobre quella a tenente generale (Feldmarschallleutnant), nonché la nomina a commendatore dell'Ordine militare di Maria Teresa.
Attaccato il 29 aprile 1792 presso Mons, in uno dei primi combattimenti della guerra della prima coalizione, dal generale francese Armand Biron con 12.000 uomini, batté il nemico il giorno successivo a Quiévrain e lo inseguì fino alle porte di Valenciennes. Sotto il comando del duca Alberto di Sassonia-Teschen difese i confini olandesi contro gli attacchi dei francesi. Condusse l'ala sinistra dello schieramento dell'esercito austriaco nella battaglia di Jemappes e ne coprì la ritirata.
Nella successiva campagna ricoprì numerosi comandi. Il 29 maggio 1794 batté il comandante francese dell'armata della Mosella Jean-Baptiste Jourdan ad Arlon. Il 7 luglio fu insignito come cavaliere di gran croce dell'Ordine militare di Maria Teresa. Nel 1795 fu capo di stato maggiore dell'Armata del Reno ancora sotto il duca Alberto di Sassonia-Teschen. Il 4 marzo dell'anno successivo, a settantadue anni, fu promosso Feldzeugmeister e divenne comandante in capo dell'esercito austriaco nella campagna d'Italia. In Piemonte dislocò le sue truppe su un fronte troppo ampio, allo scopo di proteggere Genova, e fu sorpreso e sconfitto nella battaglia di Montenotte e nella battaglia di Dego dalle truppe dell'Armata d'Italia, comandate dal giovane e abile generale Napoleone Bonaparte.
Dopo lo scontro presso Lodi, nel quale il suo generale Sebottendorf, posto a difesa del ponte per proteggere l'arretramento del grosso dell'armata di Beaulieu, ebbe la peggio, i francesi entrarono a Milano. Beaulieu si ritirò oltre il Mincio, nel tentativo di trattenere i francesi e mantenere il possesso della piazzaforte di Mantova. Napoleone sfondò la sua linea difensiva presso Borghetto, costringendo lui ad una fuga verso il Tirolo e la guarnigione di Mantova ad un lungo ed estenuante assedio.
A quel punto, il 21 giugno, rassegnò il comando che passò al Wurmser. Aveva fatto in tempo a vedersi assegnato, nel 1796, come aiutante, Radetzky, cui fornì la prima occasione per mostrare il proprio valore quando a Valeggio con pochi ussari, salvò Beaulieu dal nemico.
Si ritirò quindi definitivamente nei suoi possedimenti presso Linz ove visse in riposo ancora ventitré anni. Sposò nel 1763 Marie-Louise Robert, morta nel 1776. Fu colonnello onorario (Inhaber) dei reggimenti di fanteria numero 31 (dal 4 agosto 1792 al 1º maggio 1794) e 58 (dal 1º maggio 1794 al 22 dicembre 1819).